# Boxweltmeisterschaften 2009
Die Amateur-Boxweltmeisterschaften 2009 fanden in der Zeit vom 1. bis 12. September 2009 im Mediolanum Forum in Assago, Metropolitanstadt Mailand, Italien unter Aufsicht des Amateurboxsportweltverbandes AIBA statt. 554 Athleten aus 133 Staaten nahmen an den Weltmeisterschaften teil.

## Medaillengewinner
| Klasse                              | Gold                              | Silber                           | Bronze                                                  |
| ----------------------------------- | --------------------------------- | -------------------------------- | ------------------------------------------------------- |
| Halbfliegengewicht (– 48 Kilogramm) | Pürewdordschiin Serdamba Mongolei | David Hajrapetjan Russland       | Li Jiazhao Volksrepublik China Shin Jong-hun Südkorea   |
| Fliegengewicht (– 51 Kilogramm)     | McWilliams Arroyo Puerto Rico     | Njambajaryn Tögstsogt Mongolei   | Ronny Beblik Deutschland Michail Alojan Russland        |
| Bantamgewicht (– 54 Kilogramm)      | Detelin Dalakliew Bulgarien       | Eduard Absalimow Russland        | Yankiel León Kuba John Joe Nevin Irland                 |
| Federgewicht (– 57 Kilogramm)       | Wassyl Lomatschenko Ukraine       | Sergei Wodopjanow Russland       | Óscar Valdez Mexiko Bahodirjon Sultonov Usbekistan      |
| Leichtgewicht (– 60 Kilogramm)      | Domenico Valentino Italien        | José Pedraza Puerto Rico         | Koba Pchakadse Georgien Albert Selimow Russland         |
| Halbweltergewicht (– 64 Kilogramm)  | Roniel Iglesias Kuba              | Frankie Gomez Vereinigte Staaten | Urantschimegiin Mönch-Erdene Mongolei Gyula Káté Ungarn |
| Weltergewicht (– 69 Kilogramm)      | Jack Culcay-Keth Deutschland      | Andrei Samkowoi Russland         | Botirjon Mahmudov Usbekistan Serik Säpijew Kasachstan   |
| Mittelgewicht (– 75 Kilogramm)      | Abbos Atoyev Usbekistan           | Andranik Hakobjan Armenien       | Vijender Kumar Indien Alfonso Blanco Venezuela          |
| Halbschwergewicht (– 81 Kilogramm)  | Artur Beterbijew Russland         | Elshod Rasulov Usbekistan        | José Larduet Kuba Abdelkader Bouhenia Frankreich        |
| Schwergewicht (– 91 Kilogramm)      | Jegor Mechonzew Russland          | Osmay Acosta Kuba                | John M’Bumba Frankreich Oleksandr Ussyk Ukraine         |
| Superschwergewicht (+ 91 Kilogramm) | Roberto Cammarelle Italien        | Roman Kapitonenko Ukraine        | Wiktar Sujeu Belarus Zhang Zhilei Volksrepublik China   |

## Medaillenspiegel
| Platz | Nation              | Gold | Silber | Bronze | Gesamt |
| ----- | ------------------- | ---- | ------ | ------ | ------ |
| 1     | Russland            | 2    | 4      | 2      | (8)    |
| 2     | Italien             | 2    | 0      | 0      | (2)    |
| 3     | Kuba                | 1    | 1      | 2      | (4)    |
| 3     | Usbekistan          | 1    | 1      | 2      | (4)    |
| 5     | Mongolei            | 1    | 1      | 1      | (3)    |
| 5     | Ukraine             | 1    | 1      | 1      | (3)    |
| 7     | Puerto Rico         | 1    | 1      | 0      | (2)    |
| 8     | Deutschland         | 1    | 0      | 1      | (2)    |
| 9     | Bulgarien           | 1    | 0      | 0      | (1)    |
| 10    | Armenien            | 0    | 1      | 0      | (1)    |
| 10    | Vereinigte Staaten  | 0    | 1      | 0      | (1)    |
| 12    | Volksrepublik China | 0    | 0      | 2      | (2)    |
| 12    | Frankreich          | 0    | 0      | 2      | (2)    |
| 14    | Belarus             | 0    | 0      | 1      | (1)    |
| 14    | Georgien            | 0    | 0      | 1      | (1)    |
| 14    | Ungarn              | 0    | 0      | 1      | (1)    |
| 14    | Indien              | 0    | 0      | 1      | (1)    |
| 14    | Irland              | 0    | 0      | 1      | (1)    |
| 14    | Kasachstan          | 0    | 0      | 1      | (1)    |
| 14    | Mexiko              | 0    | 0      | 1      | (1)    |
| 14    | Südkorea            | 0    | 0      | 1      | (1)    |
| 14    | Venezuela           | 0    | 0      | 1      | (1)    |
|       | TOTAL               | 11   | 11     | 22     | (44)   |